# Боливийская бабочка
Боливийская бабочка ,боливийский хромис-бабочка или боливийский папилиохромис (Mikrogeophagus altispinosus) — рыбка из семейства цихловых, довольно распространённая в аквариумистке.

## Ареал
В природе боливийская бабочка обитает в верховьях Амазонки, и бассейне рек Гуапоре и Маморе. По странам — это северо-запад Бразилии и Боливия.

## Общая характеристика
Максимально, размер тела доходит до 8 см; чаще, самцы — до 6 см, самки — немного мельче, до 5—5,5 см. По окраске рыбка сходна с близкородственным, но более мелким видом микрогеофагусом Рамиреса.

## Содержание и разведение
Рыбка популярна у любителей мелких мирных американских цихлид. В качестве соседей могут выступать практически любые мирные рыбы. Рекомендуемая температура содержания 22—30°С. Минимальный размер аквариума — от 40 л на пару. Необходимость выбора партнёров для создания пары предполагает содержание боливийских бабочек в аквариуме большего объёма (от 100 литров) и в количестве 10—15 рыб.
Субстрат для нереста — плоский камень или лист крупного широколистного растения (эхинодорус). Плодовитость — до 300 икринок. Личинки выходят через 60—72 часов. Личинки начинают питаться на 2—3 сутки.